# Arnold Lindwurm
Karl Friedrich Arnold Lindwurm, posteriormente conocido como Charles Arnold Frederick Lindorme en Estados Unidos, (Bevern, 6 de agosto de 1833 -  Atlanta, 12 de enero de 1911, según otras fuentes en 1893) fue un pedagogo económico, periodista y escritor alemán.

## Biografía
Karl Friedrich Arnold Lindwurm nació el 6 de agosto de 1833 en Bevern. Sus padres fueron Rudolf Gottlob Karl Lindwurm (1795-1876) y Philippine Lindwurm (de soltera Beyrodt). A los 14 años, comenzó un aprendizaje comercial en la empresa Karl Focke Ww. & Sohn en Bremen. Después de tres años de aprendizaje, dejó la empresa, pero trabajó durante otros dos años como empleado en otra casa comercial en Bremen. Luego viajó por el mundo y se desempeñó como intérprete en barcos comerciales, trabajando temporalmente en casas comerciales en Francia, España, Inglaterra, Italia y los Países Bajos, principalmente como corresponsal.
En el semestre de verano de 1861, se matriculó en la Facultad de Filosofía de la Universidad Friedrich-Wilhelms de Berlín. Un año después, cambió de facultad y se inscribió en la Facultad de Derecho. El 28 de abril de 1863, obtuvo su doctorado en la Universidad Friedrich Schiller de Jena con una tesis titulada «El dinero, no un capital circulante sino un capital fijo desde una perspectiva económica». Ese mismo año, también presentó una tesis de habilitación en el campo de la economía estatal y empresarial sobre el concepto de valor. Sin embargo, su habilitación le fue denegada debido a deficiencias formales y de contenido en su trabajo. Estaba convencido de que la formación práctica de los comerciantes en las empresas no era suficiente. En el marco de su habilitación fallida, propuso la creación de una escuela de comercio en la Universidad de Jena. Sin embargo, este proyecto fracasó debido a la resistencia de la universidad.
En el semestre de verano de 1865, comenzó a estudiar medicina en Múnich, pero pronto abandonó sus estudios. Fue allí donde conoció a su futura esposa, Maria Brand (1847-1883). Se casaron el 23 de septiembre de 1866 en su ciudad natal de Bevern. Ese mismo año, trabajó como editor en el periódico Weser-Zeitung de Bremen y al año siguiente como secretario en la Cámara de Comercio local. En 1866, publicó los "Principios de la economía estatal y privada", que hoy en día se considera uno de los precursores de la moderna administración de empresas, junto con las obras de Arwed Emminghaus y Jean Gustave Courcelle-Seneuil. Entre 1868 y 1870, fue profesor de comercio y ciencias estatales en una escuela privada de comercio en Hildesheim. También durante este período, intentó sin éxito establecer una escuela de comercio académica.
En 1870, se trasladó a Bonn y fundó la Academia de Intercambio. La idea era ofrecer educación privada superior para futuros comerciantes. El plan de estudios incluía materias como Economía General, Administración de Empresas Comerciales, Aplicación Práctica de la Administración de Empresas Comerciales, Contabilidad, Aritmética, Correspondencia Comercial, Idiomas, Historia del Comercio, Geografía, Economía Estatal, Estadística, Interpretación del Código de Comercio Alemán y de la Ordenanza Alemana de Letras de Cambio, Derecho Internacional, Física Experimental, Química Experimental Inorgánica y Tecnología Química. Sin embargo, este intento de establecer una escuela de comercio superior también fracasó y abandonó Bonn en 1873. Luego trabajó como profesor itinerante para la Sociedad para la Difusión de la Educación Popular (GVVB, por sus siglas en alemán). Su visión de una institución de educación superior para comerciantes fue retomada más tarde por Gustav von Mevissen y se hizo realidad después de la muerte de Lindwurm con el establecimiento de escuelas de comercio en Alemania entre 1898 y 1920.
Después de varios años más en el Imperio Alemán, durante los cuales trabajó como editor y profesor en diferentes lugares, emigró a Estados Unidos en 1880 junto con su familia. Allí, falleció en 1911.

## Obra
- Die Ausbildung zum Handelsstande. Gedanken eines Kaufmanns. Bremen 1861,
- Das Geld – volkswirtschaftlich kein umlaufendes, sondern ein stehendes Kapital in Jahrbücher für Nationalökonomie und Statistik, Hrsg. Bruno Hildebrand, 1. Jg., Jena 1863
- Die kaufmännische Schulbildung in Bremer Handelsblatt, Nr. 613, Jg. 1863
- Die Theorie des Werthes, Jena 1865
- Grundzüge der Staats- und Privatwirtschaftslehre, Braunschweig 1866 Digitalisat
- Wegweiser zum kaufmännischen Wissen, Bremen 1866
- Zur Fakultätenfrage, in: Deutsche Vierteljahrs-Schrift, Jg. 29, Stuttgart 1866,
- Die Handelsbetriebslehre und die Entwicklung des Welthandels, Stuttgart 1869 Digitalisat
- Praktische Philosophie. Ein Nachweis, daß die Philosophie anstatt der Glaubenslehre, die Grundlage unseres sozialen Lebens sein muß, Braunschweig 1874 Digitalisat
- Sieben Capitel Wirtschaftslehre in Vorträgen, 1874
- Reformansprüche der Landwirtschaft an die Steuer- und Zollgesetzgebung im Deutschen Reich; eine neue Begründung der Freihandelspolitk, Berlin 1875
- Das Eigentumsrecht und die Menscheitsidee im Staate. Eine Kritik und Lösung der sozialen Frage, Leipzig 1878 Digitalisat
- Ueber die Geschlechtsliebe in social-ethischer Beziehung. Ein Beitrag zur Bevölkerungslehre, Leipzig 1879 Digitalisat.